# Центральний банк Нігерії
Центральний банк Нігерії (англ. Central Bank of Nigeria) — центральний банк Федеральної Республіки Нігерія.

## Історія
До 1959 року Нігерія входила в зону діяльності заснованого у 1913 році в Лондоні Управління грошового обігу Британської Західної Африки, що випускало загальну валюту британських колоній у Західній Африці — західноафриканський фунт.
У березні 1958 року був заснований Центральний банк Нігерії, що почав операції 1 липня 1959 року.